# スピーカー (コンピュータ)
パーソナル・コンピュータ（PC）で使われるスピーカーは内蔵、外部設置などさまざまであるが、ここでは、サウンドカードの出力用スピーカーではなく、セルフテスト結果報告や通常動作時における警告音の発生等に使われる内蔵デバイスについて述べる。

## IBM PCおよびその互換機のスピーカー
IBM PCのスピーカーインターフェースは、フロントパネル接続端子の中で中2ピンを抜いた4ピンコネクタに直接コーン式スピーカーを取り付けもるのであった。以降、IBM PC互換機でもこのインターフェースが引き継がれ、今日に至っている。近年ではこれを簡易化し、あらかじめマザーボード上に直接圧電スピーカーを配置した製品もある。近年では、電源ランプやマザーボード上の自己診断用LEDによりPOSTコードを確認することで、内蔵スピーカーを廃した製品も少なくない。
このスピーカーインターフェースは+5V電源に直結され、そのオン・オフにより発音する。変調（PWM）はPCで行うため、製品やOSによって音量や周波数が異なる。レガシーデバイスとされながらも、現在もその存在が許されている稀有なデバイスである。

## セルフテスト結果の報告
マザーボードのBIOSは、起動時にシステム全体に対して簡易な自己診断（POST）を行い、異常を検知すると外部に知らせる。IBM PCでは、スピーカーから特定パターンの音を発生することで警告を発した。

## 内蔵スピーカー利用法の変遷
内蔵スピーカーは警告音の発生以外、古いゲームソフトでは矩形波による音楽や効果音を発生させていた。その後CPUの演算能力が向上によって、PWMでサイン波を近似するアナログ的な発音も可能となり、さらにその表現力は進歩した。
国産パソコンではスピーカーを直結せず、駆動回路を内蔵したブザーを接続していたために音楽の再生の品質は悪く、アナログ再生にも不向きであった。日本のPC類はその代替としてプログラマブルシンセサイザー音源（PSG音源）を搭載することで問題を解消した。
このように活用されてきたPC内蔵スピーカーであるが、サウンドカードの普及、サウンドカード機能のマザーボードへの標準搭載により、発音源は外部スピーカーを前提としたAC'97やHD Audioへと移行し、利用される機会は極端に減った。
サウンドカードが高価であった時には、内蔵スピーカーからサウンドを出力するサウンドカード互換のデバイスドライバーも提供されていた。